# Théorème des hyperplans de Lefschetz
En mathématiques, et plus précisément en géométrie algébrique et en topologie algébrique, le théorème des hyperplans de Lefschetz est un énoncé précis de certaines relations entre la forme d'une variété algébrique et la forme de ses sous-variétés. Plus précisément, le théorème énonce que pour une variété X plongée dans l'espace projectif et une section hyperplane (i.e. une intersection de X à un hyperplan) Y, les groupes d'homologie, de cohomologie et d'homotopie de X déterminent ceux de Y. Un résultat de ce type a été énoncé pour la première fois par Solomon Lefschetz pour les groupes d'homologie de variétés algébriques complexes. Des résultats similaires ont depuis été trouvés pour les groupes d'homotopie, en caractéristique positive et dans d'autres théories d'homologie et de cohomologie.
Une généralisation du théorème de Lefschetz est donnée par le théorème de décomposition (en).

## Le théorème de l'hyperplan de Lefschetz pour les variétés projectives complexes
Soit X une variété algébrique projective complexe de dimension n dans CPN, et soit Y une section hyperplane de X telle que U = X ∖ Y soit lisse. Le théorème de Lefschetz fait référence à l'une des propriétés suivantes, :
1. L'application naturelle Hk(Y, Z) → Hk(X, Z) en homologie singulière est un isomorphisme pour k < n − 1 et est surjective pour k = n − 1.
2. L'application naturelle Hk(X, Z) → Hk(Y, Z) en cohomologie singulière est un isomorphisme pour k < n − 1 et est injective pour k = n − 1.
3. L'application naturelle πk(Y, Z) → πk(X, Z) est un isomorphisme pour k < n − 1 et est surjectif pour k = n − 1.

En utilisant une suite exacte longue, on peut montrer que chacun de ces énoncés est équivalent à un théorème d'annulation pour certains invariants topologiques relatifs. Respectivement :
1. Les groupes d'homologie singuliers relatif Hk(X, Y, Z) sont nuls pour {\displaystyle k\leq n-1}.
2. Les groupes de cohomologie singuliers relatifs Hk(X, Y, Z) sont nuls pour {\displaystyle k\leq n-1}.
3. Les groupes d'homotopie relatifs πk(X, Y) sont nuls pour {\displaystyle k\leq n-1}.

### Preuves du théorème
Solomon Lefschetz a utilisé son idée de crayon de Lefschetz (en) pour prouver le théorème. Aldo Andreotti et Theodore Frankel   ont remarqué que le théorème de Lefschetz pouvait être déduit dans la théorie de Morse. Ni la preuve de Lefschetz ni la preuve d'Andreotti et Frankel n'impliquent directement le théorème de l'hyperplan de Lefschetz pour les groupes d'homotopie. Une approche qui le fait a été trouvée par René Thom au plus tard en 1957 et a été simplifiée et publiée par Raoul Bott en 1959.
En 1982, une équipe composée de Joseph Bernstein, Pierre Deligne, Alexander Beilinson et Ofer Gabber établit le « théorème de décomposition Beilinson, Bernstein, Deligne et Gabber » qui prouve, grâce à son propre « théorème de pureté (en) », le théorème des hyperplans de Lefschetz.